# 针叶老牛筋
针叶老牛筋（学名：[Arenaria acicularis] 错误：{{Lang}}：文本有斜体标记（帮助））为石竹科无心菜属的植物。分布在中国大陆的西藏等地，生长于海拔3,020米至5,200米的地区，目前尚未由人工引种栽培。

## 别名
针叶雪灵芝（中国高等植物图鉴补编） 针叶蚤缀（拉汉种子植物名称）

## 异名
- Arenaria capillaris Poir. var. glandulosa Fenzl